# Tem
Tem (auch: Kotokoli, Cotocoli, Tim, Timu, Temba) ist eine Gur-Sprache, die in Togo hauptsächlich in den Gebieten um Bafilo und Sokodé von ca. 250.000 Menschen gesprochen wird.
Die Gesamtzahl der Sprecher, die auch in Benin und Ghana (zusammen ca. 50 000 Sprecher, überwiegend in Accra) leben, wird auf 300.000 Personen geschätzt.
Abweichende Bezeichnungen für diese Sprache: Chotockoli, Cotocoli, Tem, Tim, Timu, Temba.
Muttersprachler, die sich neben Kotokolíḿba (sing. Kotokolíńnɩ́) u. a. auch Tembía (sing. Tembú) nennen, verweisen aber auch darauf, dass Tem und Kotokoli nicht unbedingt dasselbe ist. Es heißt, dass Tem eher die alte offizielle Hof- bzw. Hochsprache des togoischen Königreichs Tchaoudjo in Sokodé sei, während Kotokoli die Alltagssprache der Leute wäre, wobei unter Diktator Gnassingbé Eyadéma speziell Kotokoli zugunsten Kabiyé aus der Öffentlichkeit weitgehend verbannt worden sein soll. Muttersprachler berichten, dass es viele Bücher und Zeitungen in Tem bzw. Kotokoli gab, bis Eyadéma diese bzw. die Sprache und Schriftsprache zeitweilig verbot.
Das sprachliche Zentrum ist Sokodé und Zentraltogo im Gebiet des alten Königreichs Tchaoudjo, getragen und gefördert vom Comité de Langue Tem (CLTem), zumal der König (Wuro Esso) dort residiert. Neben dem Tem von Tchaoudjo (cááwʊ́jɔ́), welches heute als Maßstab für Literatur und Wörterbücher gilt, unterscheidet man noch das Tem von Bafilo und Alédjo (bʊ́ʊ), welches dem Tem von Tchaoudjo nahe ist, sowie das Tem von Fazao (fɔɔzɔwʊ́), welches stärker abweicht und daher zu Verständigungsproblemen führen kann. Außerdem gibt es noch lokale Varianten, wie z. B. das „Lʊmɛkotokolí“, d. h. ein von in Lomé aufgewachsenen Kindern geradebrechtes und daher als schlecht empfundenes Tem, welches zudem noch stärker mit Lehnwörtern, z. B. aus dem Ewe oder dem Kabiyé, durchsetzt ist, als es die genannten Dialekte bereits sind.
Tem wird in einem modifizierten Latein (Afrika-Alphabet) oder mit arabischer Schrift geschrieben.
Das heute verwendete Alphabet umfasst folgende 34 Grapheme:
A a – B b – C c – D d – Ɖ ɖ - E e – Ɛ ɛ - F f – G g – Gb gb – H h – I i – Ɩ ɩ - J j – K k – Kp kp – L l – M m – N n – Ny ny – Ŋ ŋ – Ŋm ŋm – O o – Ɔ ɔ - P p – R r – S s – T t – U u – Ʊ ʊ (var. Ʋ ʋ) – V v – W w – Y y (ÿ in besonderen Fällen) – Z z
Einen optischen Eindruck von der Form der Schriftsprache bietet das Werk Ethnologue.